# Russi
Russi – to miejscowość i gmina we Włoszech, w regionie Emilia-Romania, w prowincji Rawenna.
Według danych na rok 2004 gminę zamieszkiwało 10 499 osób, 228,2 os./km².
W Russi urodził się w 1960 roku abp Paolo Pezzi.